# 谷口功一 (法哲学者)
谷口 功一（たにぐち こういち、1973年 - ）は、日本の法学者。専門は、法哲学。東京都立大学法学部教授。夜のまち研究会（旧　スナック研究会）研究代表。

## 略歴
1973年、大分県別府市に生まれる。岩田高等学校 、東京大学法学部卒業、同大学院法学政治学研究科博士課程単位取得退学。大学では井上達夫に師事した。
日本学術振興会特別研究員を経て2005年より首都大学東京都市教養学部法学系准教授。2016年に同教授となり、2018年に組織改編に伴い首都大学東京法学部教授、2020年に大学名称変更により東京都立大学法学部教授。2023年度より同法学部長を務める。

## 論文
- 「『公共性』概念の哲学的基礎・序説」『國家學會雑誌』114巻5・6号（2001年）
- 「『性同一性障害者の性別の取扱いの特例に関する法律』の立法過程に関する一考察]」『法哲学年報』（2003年）
- 「ジェンダー/セクシュアリティの領域における『公共性』へ向けて」『思想』965号（2004年）
- 「ショッピングモールの法哲学-『市場』と『共同体』再考」『RATIO』06号（2009年）

## 著書

### 単著
- 『ショッピングモールの法哲学-市場、共同体、そして徳』（白水社、2015年）
- 『日本の水商売 法哲学者、夜の街を歩く』（PHP研究所、2023年）
- 『立法者・性・文明－境界の法哲学』（白水社、2023年）

### 編著
- 『日本の夜の公共圏 スナック研究序説』（谷口功一・スナック研究会編、白水社、2017年）[5]

### 共著
- 『成長なき時代の「国家」を構想する-経済政策のオルタナティヴ・ヴィジョン』（中野剛志編、ナカニシヤ出版、2010年）

### 訳書
- J・ウォルドロン『立法の復権-議会主義の政治哲学』（長谷部恭男・愛敬浩二、岩波書店、2003年）
- スコット・A・シェーン『〈起業〉という幻想 アメリカン・ドリームの現実』（中野剛志・柴山桂太、白水社、2011年）
- ダニエル・ドレズナー『ゾンビ襲来-国際政治理論で、その日に備える』（白水社、2012年）